# Gottenhouse
Gottenhouse je občina v departmaju Bas-Rhin francoske regije Grand Est.
Leta 2015 je v občini živelo 388 oseb oz. 310 oseb/km².